# Rajd Sachsenring 1979
Rajd Sachsenring 1979 (23. Rallye Sachsenring 1979) – 23. edycja rajdu samochodowego Rajd Sachsenring rozgrywanego w NRD. Rozgrywany był od 19 do 21 kwietnia 1979 roku. Rajd był drugą rundą Rajdowego Pucharu Pokoju i Przyjaźni w roku 1979 oraz trzecią rundą Rajdowych Mistrzostw NRD w roku 1979.

## Klasyfikacja rajdu
| Miejsce                        | Kierowca                       | Pilot                          | Samochód                       | Czas                           | Strata                         |                                |
| Klasyfikacja generalna i RPPiP | Klasyfikacja generalna i RPPiP | Klasyfikacja generalna i RPPiP | Klasyfikacja generalna i RPPiP | Klasyfikacja generalna i RPPiP | Klasyfikacja generalna i RPPiP | Klasyfikacja generalna i RPPiP |
| ------------------------------ | ------------------------------ | ------------------------------ | ------------------------------ | ------------------------------ | ------------------------------ | ------------------------------ |
| 1.                             | Dieter Heimbürger              | Roland Weitz                   | Wartburg 353                   | 1:31:55                        | -                              |                                |
| 2.                             | Eedo Raide                     | Georg Valdek                   | Lada 1600                      | 1:32:34                        | +39                            |                                |
| 3.                             | Václav Pech sen.               | Oldřich Gottfried              | Škoda 130 RS                   | 1:33:14                        | +1:19                          |                                |
| 4.                             | Yakov Agishev                  | Yuriy Smirnov                  | Moskvich 2140                  | 1:33:42                        | +1:47                          |                                |
| 5.                             | Leonid Kaverin                 | Vladimir Neyman                | Moskvich 2140                  | 1:34:48                        | +2:53                          |                                |
| 6.                             | Klaus-Dieter Krügel            | Wolfgang Krügel                | Wartburg 353                   | 1:35:06                        | +3:11                          |                                |
| 7.                             | Antonín Císař                  | Zbyněk Kožíšek                 | Škoda 130 RS                   | 1:36:00                        | +4:05                          |                                |
| 8.                             | Jan Trajbold st.               | Eva Trajboldová-Váchová        | Škoda 130 RS                   | 1:36:29                        | +4:34                          |                                |
| 9.                             | Vallo Soots                    | Toomas Putmaker                | Lada 1600                      | 1:37:56                        | +6:01                          |                                |
| 10.                            | Heinz Galle                    | Wolfgang Kießling              | Trabant P601                   | 1:39:28                        | +7:33                          |                                |